# Яковлев, Василий Николаевич (художник)
Васи́лий Никола́евич Я́ковлев (2 [14] января 1893, Москва — 29 июня 1953, Москва, РСФСР, СССР) — русский советский живописец, мастер портрета и натюрморта, представитель московского академизма первых советских десятилетий, художник-реставратор и педагог, писатель; младший брат пейзажиста Бориса Яковлева. Один из первых действительных членов Академии художеств СССР (с 1947), доктор искусствоведения (1951). Народный художник РСФСР (1943), лауреат двух Сталинских премий (1943), 1949).

## Биография
Василий Яковлев родился 2 (14) января 1893 года в Москве в богатой купеческой семье. С 1911 года учился на физико-математическом факультете Московского университета, попутно посещая студию В. Н. Мешкова. В 1914—1917 годах учился в МУЖВЗ (у К. А. Коровина, А. Е. Архипова, С. В. Малютина и др.). 
Преподавал во ВХУТЕМАСе (1918—1922), в МАРХИ (1934—1936), МГАХИ имени В. И. Сурикова (1948—1950). Член АХРР с 1922 года. 
Действительный член АХ СССР с 1947 года. В 1920-х по приглашению Максима Горького жил в Сорренто. С 1926 по 1932 год работал художником-реставратором в московском Музее изобразительных искусств, с 1930 года заведовал отделом реставрации. 
Главный художник ВСХВ (1938—1939; 1949—1950). 
В 1952 году вместе с П. П. Соколовым-Скаля руководил реставрацией панорамы Франца Рубо «Оборона Севастополя». 
Картины В. Н. Яковлева выделяются широтой композиции, технической завершённостью.
Скончался 29 июня 1953 года в Москве; похоронен на Новодевичьем кладбище (участок № 2).

## Творчество
- «Газета на фронте» (1923)[4]
- «Красные командиры»[4]
- «Новые цеха»[4]
- «Рыбы Баренцева моря» (1931—1934)
- «Вакханалия» (1934)
- «Арфистка Вера Георгиевна Дулова»
- «Старатели пишут творцу Великой Конституции» (1937)
- «Патриотическое молебствование 22 июня 1942 года в Москве» (1942—1944)[6]
- «Портрет героя Советского Союза Яковлева»[4]
- «Портрет партизана»[4]
- «Маршал Г. К. Жуков» (1945—1946)
- «Спор об искусстве» (1946)
- «Портрет И. В. Сталина» (1947)
- «Возвращение с охоты» (1948)

## Книги
- «Моё призвание» (1963)
- «О живописи» (1951)

Могила Яковлева на Новодевичьем кладбище

- «О великих русских художниках» (1952; 2-е изд., 1962)
- «Василий Никитич Мешков» (1952)
- «Художники, реставраторы, антиквары» (1966)

## Награды и премии
- Сталинская премия первой степени (1943) — за портрет Героя Советского Союза В. Н. Яковлева (1941) и за картину «Партизан» (1942)[7]
- Сталинская премия второй степени (1949) — за картину «Колхозное стадо» (1948)[8]
- народный художник РСФСР (1943)
- орден Ленина (16.09.1939) и медали